# Алагоиняс
Алагоиняс (на португалски: Alagoinhas) е град и община в Източна Бразилия, щат Баия, мезорегион Североизточна Баия, микрорегион Алагоиняс. Според Бразилския институт по география и статистика към 29 септември 2014 г. общината има 153 560 жители.